# Breynia virgata
Breynia virgata är en emblikaväxtart som först beskrevs av Carl Ludwig von Blume, och fick sitt nu gällande namn av Johannes Müller Argoviensis. Breynia virgata ingår i släktet Breynia och familjen emblikaväxter. Inga underarter finns listade i Catalogue of Life.